# Venezuela nos Jogos Olímpicos de Verão de 1960
A Venezuela competiu nos Jogos Olímpicos de Verão de 1960, realizados em Roma, Itália.

## Medalhas
| Atleta          | Esporte | Evento                | Medalha |
| --------------- | ------- | --------------------- | ------- |
| Enrico Forcella | Tiro    | Carabina deitado 50 m | Bronze  |